# Tadeusz Miciński
Tadeusz Miciński (ur. 9 listopada 1873 w Łodzi, zm. w lutym 1918 pod Czerykowem) – pisarz i poeta polski okresu Młodej Polski. Autor mistycznych powieści, poematów prozą i wierszy kontemplacyjnych. Jeden z czołowych pisarzy polskiego ekspresjonizmu, prekursor surrealizmu. Był przyjacielem Witkacego, Stanisława Przybyszewskiego i Karola Szymanowskiego. Był także członkiem Warszawskiego Towarzystwa Teozoficznego.

## Życiorys
Syn Rudolfa i Wandy z Pruskich. Uczył się w V Gimnazjum w Warszawie. Studiował historię i filozofię na UJ. Na studiach zainteresował się okultyzmem, satanizmem i księgami wiedzy tajemnej. Uczestniczył w zjeździe w Zakopanem w sierpniu 1912, na którym powołano Polski Skarb Wojskowy. Walczył w I wojnie światowej, dużo podróżował. Oficer oświatowy w korpusie gen. Dowbora-Muśnickiego. W 1916 przebywał w Moskwie.
Jego synem był Jarosław Tadeusz Miciński (1898–1971), reżyser i kierownik artystyczny, pracownik teatru „Reduta”, a bratankiem eseista Bolesław Miciński (1911–1943).

## Śmierć
5 sierpnia 1925 na łamach „Kuriera Warszawskiego” ukazał się artykuł Stanisława Strumph-Wojtkiewicza, przedstawiający dwie relacje śmierci Tadeusza Micińskiego. Nie były one ze sobą w pełni zbieżne, ale w pewnej mierze uzupełniały się. 
Pierwsza została opowiedziana przez Bolesława C., który sam zgłosił się do redakcji i – jak przekazał – uczynił to, spełniając ostatnią wolę zmarłego. Podczas wojny znalazł on schronienie w majątku (Wydranka), należącym do baronowej Dhorn, położonym na granicy guberni mohylewskiej, witebskiej i czernihowskiej. Trafiło tam wielu uchodźców wojennych z ziem polskich, a Miciński był przyjacielem i opiekunem tego domu, udzielając przebywającym tam różnorakiego wsparcia. W tym czasie dużo podróżował w biegnącym tam pasie przyfrontowym, zaś od 1916 był śledzony. Wspomagał też baronową Dhorn w czasie choroby aż do chwili jej śmierci w Czerykowie i zadbał o pogrzeb. Wobec bezpośredniego zagrożenia podjął ucieczkę w towarzystwie Bolesława C.. Wspólnie z nim pokonał rzekę Soż, a w trakcie drogi przekazał towarzyszowi swoje wiersze. Potem przedzierał się samodzielnie, trafiając na łące pod Czeczerskiem na posterunek bolszewicki. Wraz z podwodą został zatrzymany, zdarto z niego odzienie i mimo nalegań nie chciał oddać posiadanego przy sobie poematu. Swoją odmową miał wzburzyć funkcjonariuszy, którzy kolbami broni palnej doprowadzili do jego śmierci. Następnie nie pozwalali oni miejscowej ludności zbliżyć się do zwłok, zaś po zebraniu się katolików umożliwiono pogrzeb przy udziale księdza.
Druga z relacji pochodziła od Zofii Chruckiej, w latach 20. zamieszkującej we Włocławku. Według niej Micińscy podczas I wojny wyruszyli z Moskwy, podczas drogi dowiedzieli się o umierającej kuzynce Dhorn, po czym Tadeusz Miciński udał się do Czerykowa, a jego krewni do Homla. Później, nie mając żadnej wieści od niego, udali się oni dalej w kierunku ziem polskich. W 1923 Zofia Chrucka odwiedziła miejsce jego śmierci i  spotkała się z ludźmi, którzy dokonali pochówku. Według ich wersji zdarzeń w Czeczersku poprosił Miciński władze bolszewickie o konie celem dotarcia do stacji kolejowej Buda Koszelewska (mając zapewne zamiar dotarcia dalej do krewnych w Homlu). Otrzymał transport od miejscowych braci, znanych z przestępczego życia. Jeden z nich, kierując się motywem rabunkowym, miał zamordować Micińskiego, a jego ciało przeniesiono w inne miejsce zostało odnalezione i zidentyfikowane nad brzegiem rzeki Czeczory. Został pochowany na cmentarzu katolickim w osadzie Małe Małynicze pod Czeczerskiem. Na jego grobie postawiono krzyż i tablicę z imieniem i nazwiskiem, potem trzykrotnie usuwaną przez bolszewików.
Szczegóły, dotyczące losów Micińskiego, w 1922 podała też Hanna Zahorska, według której przed śmiercią Miciński przebywał z rodziną w Homlu, skąd udał się do baronowej Baranowskiej-Dhorn (była krewną jego żony), przebywającej w Czerykowie, gdzie trafiła po usunięciu jej z Wydranki przez chłopów. Miał jednak przybyć już po jej śmierci i uczestniczyć jedynie w pogrzebie. Tam próbował przemawiać do chłopów agresywnie blokujących pochówek baronowej. Swoją postawą miał się im rzekomo narazić, a po tym jak wyruszył konno w stronę Rohaczowa, został „napadnięty przez bandy” i zamordowany.
W następnych latach po jego zaginięciu krążyły w Polsce plotki, jakoby żył i porzucił rodzinę. W późniejszym okresie II Rzeczypospolitej pisano o nim jako zamordowanym przez bolszewików oficerze korpusu wschodniego.

## Twórczość
Hermetyczna, trudna w odbiorze twórczość prozatorska Micińskiego oparta była na prawdzie objawionej. Autor wyrażał w niej gnozę, fatalizm oraz pogląd, iż tylko wybranym jednostkom (nadczłowiekowi) dane jest posiadanie duszy i życie wieczne. Miciński był również przeciwnikiem teorii przypadkowości; świat i wszystkie jego elementy istnieją z konieczności, choć są do końca niepoznawalne. Jednocześnie głosił prymat rozumowego, naukowego studiowania wiedzy tajemnej (magów Indii, gwiaździarzy Chaldei) nad wiarą.
Miciński był (podobnie jak Wyspiański) kontynuatorem poetyckiego teatru misteryjnego. Uważany bywa za prekursora surrealizmu lub czystego ekspresjonistę, tworzącego w indywidualnym stylu. Dopracował się własnej formy dramatycznej, dwuplanowej, w której przenika się dramat realny z dramatem idei politycznych i historiofizycznych w wymiarze misteryjnym, alegorycznym. Napisał kilka dramatów, które łączą w sobie idee filozofii dziejów z przyszłymi technikami nowoczesnych mediów – filmu, projekcji, łączenia planów, wielkich widowisk plenerowych itp.
Miciński pod rozważania wziął również satanizm. Za średniowiecznymi gnostykami twierdził, że świat ziemski stworzył nie Bóg, lecz Szatan mający na celu kreację karykatury Nieba. Wyłapując liczne analogie literackich biografii – wyrażał również pogląd, iż Chrystus, Lucyfer i Feniks to trzy imiona tej samej istoty.
Xiądz Faust jest jednym z niewielu przykładów w młodopolskiej literaturze, w której wyznawcy Antychrysta są w stanie zbudować działającą oraz zorganizowaną społeczność, znajdując szczęście w grzechu, uwalniając się spod srogich rządów Boga. Miciński ukazał na jego podstawie tzw. „królestwo śmierci”, co było pewną wariacją na temat współczesnego mu kapitalizmu. 
Był zaangażowany w stworzenie projektu zwanego Kodeksem Jasnej Góry, który miał stanowić podstawę pod świecki Zakon Braci Słonecznych jako alternatywy dla bractw chrześcijańskich. Miciński nie był ich zwolennikiem, krytyka tego typu organizacji pojawia się w jego powieści Nietota. O ile prawdą jest, że podobny projekt nigdy w praktyce nie zaistniał, to podobne idee znalazły zastosowanie w jego twórczości.
Publikował również pisma związane z narodem polskim, w których rozważał (podobnie jak zresztą w prozie poetyckiej) filozofię genezyjską Juliusza Słowackiego. Wyrażał panslawizm i antygermanizm.
Za życia otaczała Micińskiego legenda „poety maga”, „czciciela tajemnic”. Twórca został sportretowany w sposób prześmiewczy w Wyzwoleniu Stanisława Wyspiańskiego (Samotnik, Maska V). Micińskiego sportretował też Stanisław Ignacy Witkiewicz w powieści 622 upadki Bunga, czyli Demoniczna kobieta (Mag Childeryk), a także zadedykował mu swoją powieść Nienasycenie.

## Dzieła
Do jego najbardziej znanych utworów należą:
- Łazarze (1896) – poemat
- Nauczycielka (1896)[10] – opowiadanie
- W mroku gwiazd (1902) – tomik poezji
- Kniaź Patiomkin (1906) – dramat
- Do źródeł duszy polskiej (1906) – tekst publicystyczny
- W mrokach złotego pałacu, czyli Bazylissa Teofanu (1909) – dramat
- Nietota. Księga tajemna Tatr (1910) – powieść
- Walka o Chrystusa (1911) – tekst publicystyczny
- Dęby czarnobylskie (1911)[11] – tom opowiadań
- Xiądz Faust (1913)[12] – powieść
- Mené-Mené-Thekel-Upharisim!… Quasi una phantasia (1914) – powieść
- Wita. Powieść (1926) – powieść
- Termopile polskie - dramat (nieukończony) (polska prapremiera 1970)

## Muzyczne opracowania utworów Micińskiego
W 1904 roku Karol Szymanowski skomponował Cztery pieśni op. 11 do wierszy z cyklu Strąceni z gwiazd z poematu Korsarz Micińskiego; dzieło zadedykował poecie. W 1909 roku napisał natomiast Pieśni op. 20 do sześciu fragmentów ze zbioru W mroku gwiazd. Z kolei partyturę swojej Uwertury koncertowej E-dur op. 12 opatrzył wstępem z poematu Witeź Włast.
Osiem pieśni do słów Tadeusza Micińskiego op. 9 na głos i fortepian skomponował w 1904 roku Ludomir Różycki; dwa lata później ten sam kompozytor napisał Sześć pieśni do słów Tadeusza Micińskiego op. 16, również na głos z fortepianem.
Do wiersza O nocy cicha, nocy błękitna… z cyklu Zatoka tęcz skomponował pieśń Grzegorz Fitelberg; utwór uznaje się za zaginiony.

## O Micińskim
Za życia Tadeusz Miciński został określony przez Józefa Kotarbińskiego mianem „najbardziej zagadkowego z poetów współczesnych” (1907), a przez Jana Lorentowicza „jednym z najbardziej autentycznych poetów polskich” (1915).

Tadeusz Miciński żył z ideą wielkich zjednoczeń wszechsłowiańskich. (...) pisał o przyszłych porozumieniach słowiańszczyzny, wynajdywał wspólne podziemne wśród niej nurty. (...) nie był rozumiany za życia. Mistyków raziło pomieszanie realizmu z zaświatowością, realistów absolutny irracjonalizm konstrukcji i treści.

 – Hanna Zahorska

Miciński może być albo pisarzem genialnym, albo żadnym. Albo prorok, albo szarlatan; albo mag, albo mistyfikator; albo bard duszy polskiej, albo śmieszny pierrot; albo wybitny erudyta, albo intelektualny szalbierz; albo epigon, albo prekursor; albo skrajny nonkonformista, albo ugodowy endek; albo poeta opętany panslawizmem, albo poeta opętany Polską.

 – prof. dr hab. Teresa Wróblewska

Twórczość Tadeusza Micińskiego fascynuje swoją wielowarstwowością. Tym, co przede wszystkim rzuca się w oczy, są jej warstwy poetyckie: muzyczność fraz, feeria barw, niesamowitość fantastycznych obrazów, silne zaangażowanie emocjonalne w opisy niezwykłych przeżyć, nieustanne zderzanie się wielu kultur, a wszystko to połączone własnym oryginalnym stylem.

 – prof. Andrzej Nowicki

Ton absolutnie czysty, mocny, oryginalny - ton, po którym zawsze i wszędzię możemy go poznać, wyróżnić i nigdy już nie zapomnieć.

 – Bolesław Leśmian

## Odniesienia w kulturze masowej
- W Warszawie, 9 listopada 2013 roku w 140 rocznicę urodzin artysty utworzona została Nagroda Ekspresjonistyczna FENIKS im. Tadeusza Micińskiego. Do jej laureatów należą między innymi: prof. dr hab. Danuta Mucha, Karolina Kusek, prof. zw. dr hab. Jacek Strzelecki, Kazimierz Rafalik, Jerzy Szatkowski, prof. zw. dr hab. Józef Banaszak, ks. dr Jan Wojciech Pomin, Krystyna Grys, Bożena Helena Mazur-Nowak, Adam Lewandowski, Prof. dr hab. Mieczysław Wojtasik, Tadeusz Zawadowski, Józef Skrzek, Jarosław Pijarowski[19].
- Twórczością Micińskiego inspirował się Roman Kostrzewski, wokalista i autor tekstów w zespole Kat.
- Wiersze Micińskiego były aranżowane jako utwory muzyczne:
  - „Twoja postać” na albumie Marek Grechuta & Anawa Marka Grechuty w 1970 roku i Historia pewnej podróży (2006) Grzegorza Turnaua,
  - "Purpurowe ciepłe słońce", kompozycję Andrzeja Zaryckiego do wiersza Izis wykonywała Ewa Demarczyk[20],
  - „Lucifer” na albumie Evangelion (2010) grupy Behemoth,
  - „Delirium Tremens” na albumie Ballady (1993) grupy Kat,
  - „Lucifer”, „Kain” (fragmenty) i „Witeź Włast” na albumie Haudh 'en' Nirnaeth (1996) projektu Nirnaeth,
  - „Droga Mleczna” (fragment, jako „Idę wśród gwiazd”), „Ponad głębiami czarnych wód”, „Oto mej duszy świątynia”, „Ananke” na albumie Dziedzictwo Gór (2015) grupy Radogost[21],
  - „Wolnomularze polscy” jako fragment utworu „Mieczów siedem” z albumu Kołysanki zespołu Lux Occulta,
  - Szereg utworów z tomiku W mroku gwiazd, zaaranżowanych przez grupę Śmiałek w ramach „Melancolia: Projekt Miciński”, m.in. „Vampyre”, „Sen”, „Nokturn” i „Auto Da Fe”.
  - Polski zespół Death Metalowy – Sickroom nagrał wiele utworów, których tekst pochodzi z wierszy Micińskiego.